# Bulancak (district)
Bulancak is een Turks district in de provincie Giresun en telt 59.325 inwoners (2007). Het district heeft een oppervlakte van 692,5 km². Hoofdplaats is Bulancak.
De bevolkingsontwikkeling van het district is weergegeven in onderstaande tabel.
| 1997   | 2000   | 2007   |
| ------ | ------ | ------ |
| 56.636 | 59.841 | 59.325 |